# Sam Sparro (album)
Sam Sparro è l'album d'esordio del cantante australiano Sam Sparro uscito nel 2008. Il primo singolo estratto è la hit Black and Gold.

## Tracce
1. Too Many Question
2. Black and Gold
3. 21st Century Life
4. Sick
5. Waiting For Time
6. Recycle It!
7. Cottonmouth
8. Hot Mess
9. Pocket
10. Cut Me Loose
11. Sally
12. Clingwrap
13. Can't Stop This
14. Still Hungry (Hidden Track)